# Abraham Bar Hiyya
Abraham Bar Hiyya (hebreu: אַבְרָהָם בַּר חִיָּיא הַנָשִׂיא)  (Barcelona, c. 1070 - Barcelona i Narbona, c. 1136),, també anomenat Abraam bar Hiia, Abraham bar Hiyya ha Nasí o Abraham bar Hiyya ha Bargeloní, conegut vulgarment com a Savasorda, corrupció del nom àrab Sàhib aix-Xurta (‘Cap de la Guàrdia’), fou un matemàtic, astròleg-astrònom i filòsof hebreu català. És autor de diversos tractats i de nombroses obres matemàtiques i astronòmiques que contribuïren a la difusió de la ciència àrab en el món occidental. Destaca la seva obra Geometria pràctica (1116), escrita en hebreu.

## Vida
Gairebé no es coneix res de la seva vida i persona: no es tenen fonts fiables contemporànies que parlin d'ell.
Resident a Barcelona al final del segle XI i la primera meitat del segle XII, on probablement va néixer, segurament es devia formar científicament en el món islàmic, com per exemple en la cort dels Banu Hud de Saragossa-Lleida. A més, va ocupar càrrecs d'importància en les corts islàmiques, un dels quals li va valer el sobrenom pel qual més se'l coneix: Savasorda.
Va ser pioner del corrent de traductors que s'establirien a la península per difondre la ciència àrab per tot Europa. Va col·laborar molt eficaçment durant el primer terç del segle XII amb un dels primers traductors vinguts a la península: Plató de Tívoli.

## Obra
A més de la seva obra original, cal destacar les seves traduccions en col·laboració amb Plató de Tívoli (Plato Tiburtinus), al qual serveix com a traductor intermediari oral de l'àrab al romanç. D'aquesta col·laboració, que es va mantenir del 1134 al 1145, en van resultar prop d'una desena d'obres llatines en el camp de les matemàtiques, l'astronomia i l'astrologia. La seva obra original més assenyalada és l'Eibbur ha-Meshihah veu-ha-Tishboret  ('Tractat sobre mesures i càlculs'), traduït posteriorment al llatí per Plató de Tívoli com a Liber Embadorum (1145), amb el qual va assolir gran reconeixement a l'edat mitjana per tractar per primera vegada en llatí les equacions de segon grau. Aquest text, a més, se cita com una de les fonts del Liber Abaci de Leonardo de Pisa.
També és autor d'una enciclopèdia, la primera en hebreu, titulada Yesod ha-Tebunah o-Migdal ha-Emunah (Fonaments de la intel·ligència i la torre de la fe). Entre les seves traduccions en col·laboració amb Plató de Tívoli, es troben el Quadripartitum de Claudi Ptolemeu, l'Esfèrica de Teodosi de Bitínia i el De Motu Stellarum d'al-Battaní, obra que va comentar i en la qual es va inspirar posteriorment Regiomontanus. Hi ha manuscrits de Savasorda a les biblioteques de París, Parma, Roma, Dublín i Múnic.

### Originals[12]
Les seves obres originals demostren el seu ampli i profund coneixement de la ciència del seu temps. Estan escrites en un hebreu senzill i planer, destinat a la divulgació a una audiència sense coneixements previs del tema.
- Yêsodé ha-têbuná u-migdal ha-êmuná (Fonaments de la intel·ligència i torre de la creença): una mena d'enciclopèdia científica; en el prefaci, diu bar-Hiyya que és una traducció de l'àrab a l'hebreu, però no s'ha trobat cap original àrab amb el mateix contingut.[14]
- Hibbur ha-mêsihá wé-ha-tidbóret (Tractat de geometria i mesurament): traduït al llatí amb Plató de Tívoli amb el títol de Liber Embadorum.[15]
- Surat ha-áres (Forma de la Terra): tractat d'astronomia i cosmografia, dedicat a un desconegut Abraham ben Selomo; deriva bàsicament del Kitab fi harakat as-samawiyya wa-jawami ilm an-nujjum d'al-Farghaní.[16]
- Hoesbón mahlêkot ha-kokabim (Càlcul dels moviments dels astres): part pròpiament matemàtica del tema astronòmic, seguint l'obra d'al-Battaní.[17]
- Luhot (Taules astronòmiques): complement de l'anterior i conegudes com a Taules de Savasorda. Se'n conserven diferents versions, unes de calculades per al meridià de Raqqa i d'altres per al meridià de Tolosa de Llenguadoc: aquestes taules van ser seguides segles després per Bonet Bonjorn.[18]
- Sêfer ha-cibbur (Llibre de la intercalació del calendari): per a determinar les dates del calendari jueu, un problema important per a la litúrgia.[19]
- Hegyón ha-néfes (Meditació de l'ànima): tractat de filosofia,[20][21] que va ser una de les fonts d'inspiració dels cabalistes d'Europa Occidental en les segles següents.[22]
- Mêguil·lat ha-mêgal·lé (Llibre revelador): exegesi messiànica,[23] tot i que no pot considerar-se una obra mestra de la teologia,[24] i de la qual s'han trobat recentment (2015) a biblioteques alemanyes dues traduccions llatines desconegudes fins a la data.[25]
- Iggéret ha-astrologiya (Epístola sobre l'astrologia): vers 1120, dirigida a Jafudà ben Barzilai, el Barceloní.[26] Tot i defensar l'astrologia, va establir una clara separació entre astronomia (la ciència dels moviments dels astres) i l'astrologia ( la "ciència" del poder dels astres) i va reconèixer la dependència epistemològica de la segona respecte la primera.[27]

### Traduccions ambPlató de Tívoli[28]

Càlcul de l'àrea d'un cercle amb el "métode dels indivisibles". Llegenda: R - radi; L - longitud de la circumferència; S - Àrea del cercle

- De horarum electionibus d'Ali ben Aḥmad al-Imrani, datada el 1133.
- De iudiciis nativitatum d'Abu Alí al-Jayyat, datada el 1136.
- Iudicia seu propositiones d'un desconegut Al-mansur, datada el 1136.
- Quadripartitum de Ptolemeu, datada el 1138.
- Centiloquium d'Àhmad ibn Yússuf al-Misrí, datada el 1138.
- Liber embadorum de Bar Hiyya, datada el 1145.
- De motu stellarum d'Al-Battaní, sense data.
- Esfèriques de Teodosi de Bitínia, sense data.
- De revolutionibus nativitatum d'Albubather (Abu Bakr ibn al-Jasib), sense data.
- De operibus astrolabiae d'Ibn as-Saffar, sense data.
- Questiones geomanticae d'autor desconegut, sense data.
- Aeneas de pulsibus et urinis, probablement d'Hunayn ibn Ishaq, sense data.